# Ungra
Ungra (veraltet Ugrona; deutsch Galt, siebenbürgisch-sächsisch Gelt oder Goalt, ungarisch Ugra oder Szászugra) ist eine Gemeinde im Kreis Brașov in der Region Siebenbürgen in Rumänien.

## Geographische Lage

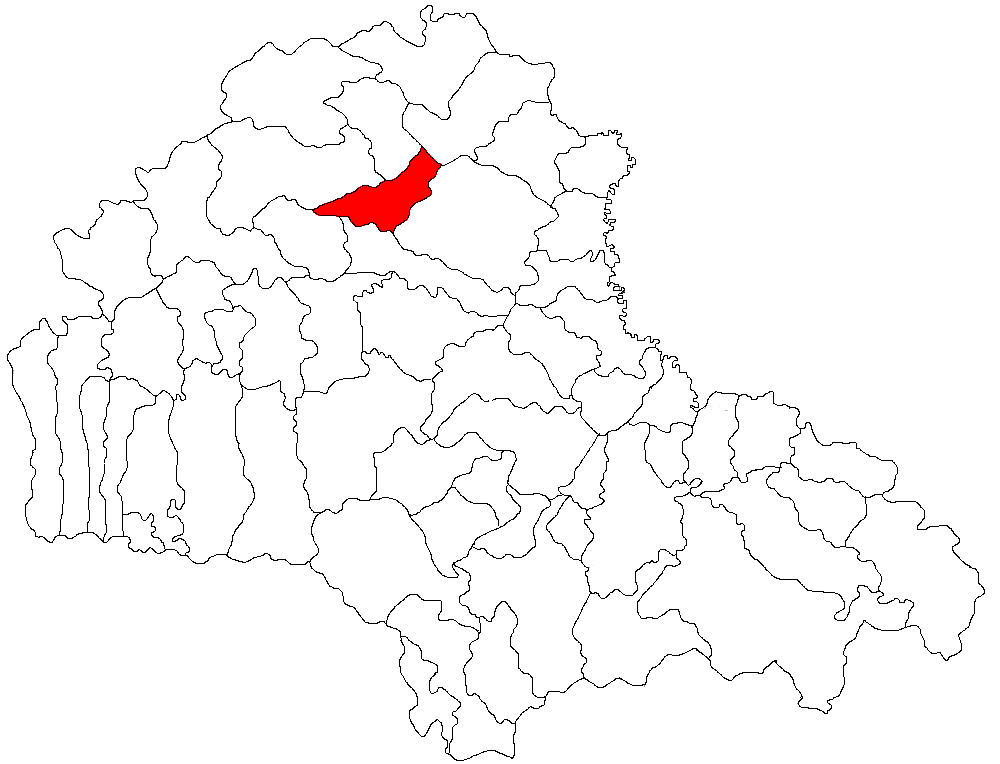
Lage der Gemeinde Ungra im Kreis Brașov

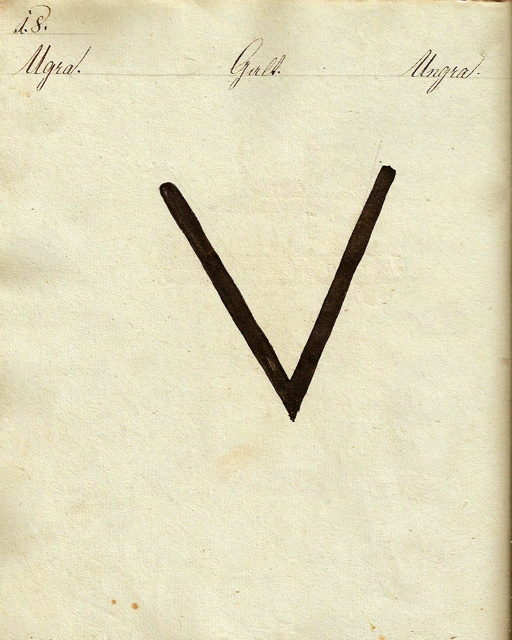
Viehbrandzeichen von Ungra/Galt

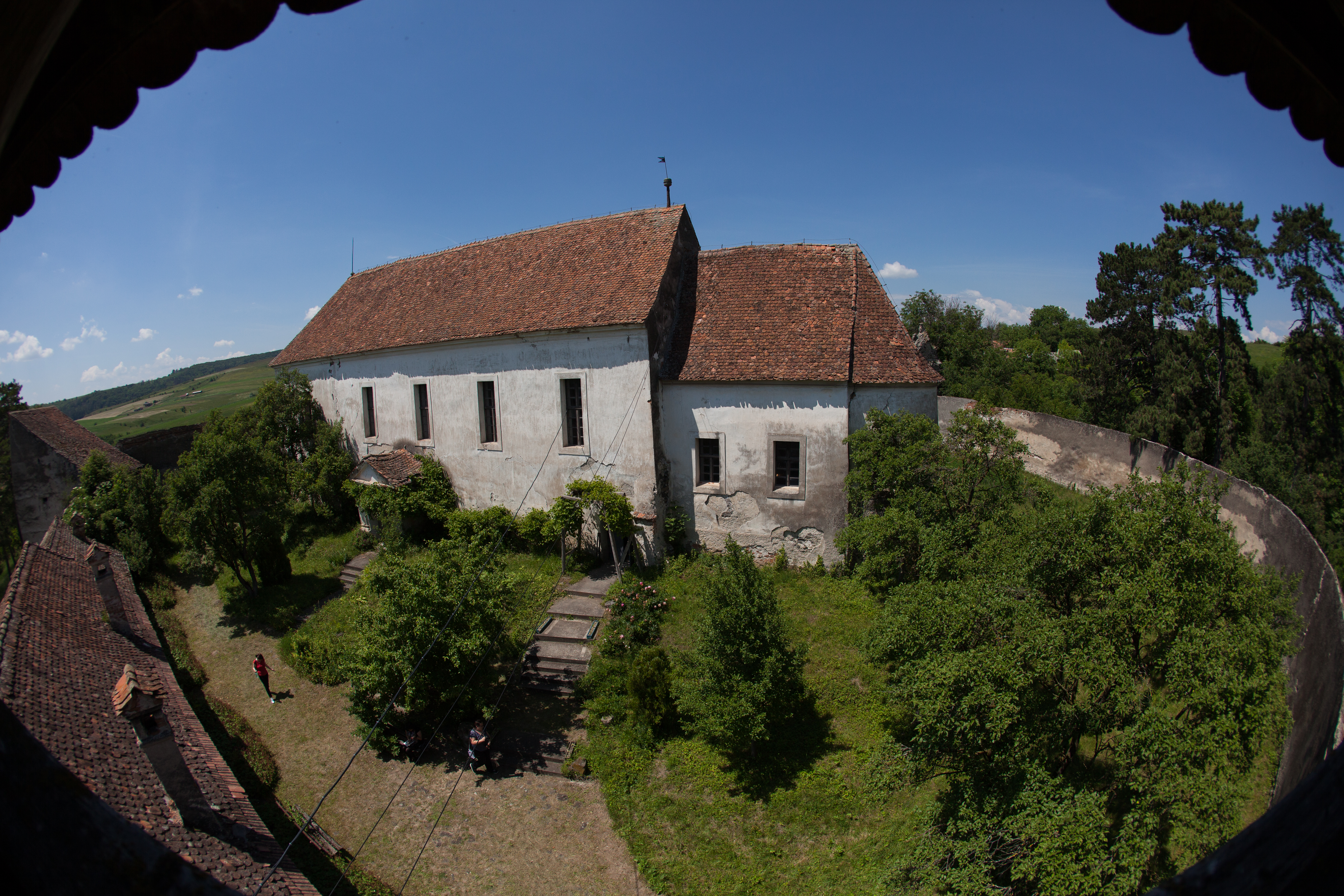
Blick vom Torturm auf die Kirche

Die Gemeinde Ungra liegt im Südosten des Siebenbürgischen Beckens im historischen Repser Ländchen. An der Mündung des Homorods in den Olt (Alt) und an der Kreisstraße (drum județean) DJ 131F (3 km westlich von der E 60) liegt am Fuße des Galter Bergs das langgestreckte Ungra sieben Kilometer südlich von der Kleinstadt Rupea (Reps) entfernt. Die Alt-Au hier bei Ungra ist über drei Kilometer breit. Die Kreishauptstadt Brașov (Kronstadt) befindet sich etwa 60 Kilometer südöstlich von Ungra.
Der nächstgelegene Bahnhof befindet sich in Rupea, in der Siedlung Rupea Gară, an der Bahnstrecke Teiuș–Brașov.

## Geschichte
Der Ort Ungra wurde von Siebenbürger Sachsen gegründet und erstmals 1211 urkundlich erwähnt. Archäologische Funde auf dem Areal des Ortes deuten jedoch auf eine Besiedlung der Region bis in die Bronzezeit zurück. Zahlreiche archäologische Funde der Jungsteinzeit die hier in Ungra gefunden wurden, sind in den Museen in Brașov und Hermannstadt zu sehen.
Im Jahr 262 soll hier bei der römischen Brücke über den Olt neben den Kastell Hoghiz eine Schlacht zwischen Gepiden und Goten stattgefunden haben.
Im Königreich Ungarn lag die Gemeinde im Repser Stuhl, nachher im Stuhlbezirk Kőhalom (heute Rupea) des Groß-Kokelburger Komitats, anschließend im Kreis Târnava-Mare und ab 1950 im heutigen Kreis Brașov.

## Bevölkerung
Die Bevölkerung der Gemeinde entwickelte sich wie folgt:
| 1850 | 1.908 | 1.071 | -   | 543 | 249            |
| 1941 | 2.634 | 1.310 | 90  | 612 | 622            |
| 1956 | 2.569 | 1.380 | 202 | 454 | 533            |
| 1992 | 1.987 | 674   | 53  | 110 | 1.150          |
| 2002 | 2.038 | 880   | 46  | 31  | 1.081          |
| 2011 | 1.949 | 1.666 | 28  | 28  | 227 (207 Roma) |
| 2021 | 2.009 | 1.410 | 13  | 22  | 546 (305 Roma) |

Seit der offiziellen Erhebung von 1850 wurde auf dem Gebiet der heutigen Gemeinde die höchste Einwohnerzahl und gleichzeitig die der Rumäniendeutschen 1941 ermittelt. Die höchste Zahl der Magyaren wurde 1956 und die der Roma (1.148) 1992 registriert.

## Sehenswürdigkeiten
- Die evangelische Kirchenburg im 13. Jahrhundert errichtet, steht unter Denkmalschutz.[6] Die einst aus rotem Basaltquader der römischen Kastells von Hoghiz als Basilika errichtet, ist heute eine 36 Meter lange einschiffige Kirche. Die Seitenschiffe der Basilika wurden abgetragen, um den Wehrgang über dem Kirchenschiff errichten zu können. Im 19. Jahrhundert wurde die Wehranlage wie auch ein Turm im Westen, bedingt durch eine Beschädigung eines Erdbebens abgetragen und das Portal im Westen freigelegt. Einer der beiden Löwenköpfe des Portals befindet sich in der Sakristei der Kirche und einer im Brukenthal-Museum in Hermannstadt. Die Kirche ist von einer einfachen Mauer umgeben, deren Torturm[9] befindet sich im Südosten. Neben dem Gemeindefriedhof wurde ein römischer Friedhof mit steinernen Sarkophagen gefunden.[4] Im Torturm der Kirchenburg befindet sich ein kleines Dorfmuseum.[10]
- Die Rumänisch-Orthodoxe Kirche Sf. Treime (str. Principală nr. 7), nach unterschiedlichen Angaben im 18. Jahrhundert[6] oder 1820[11] errichtet, steht unter Denkmalschutz.[6]

## Persönlichkeiten
- Bucur Șchiopu (1911–1991), Politiker (1955–1965, Landwirtschaftsminister; 1965–1969, Minister der Lebensmittelindustrie; 1970–1976, erster Botschafter Rumäniens in Kanada)[12]